# Квартира (фільм, 1996)
«Квартира» (фр. L'appartement) — французька кінодрама 1996 року, знятий режисером Жилем Мімуні за власним сценарієм. За мотивами «Квартири», Мімуні написав сценарій для американського ремейку «Одержимість» (2004).

## Сюжет
Париж. Макс збирається у відрядження до Японії. Він щасливий, має добру роботу і збирається одружитися з Мюрієль. Перед від'їздом, він несподівано бачить у кафе Лізу, свою колишню кохану. Він не встигає її наздогнати. Два роки тому, Макс зустрічався з Лізою і вони були закохані одне у одного. Після того, як Макс запропонував Лізі жити разом, вона зникла. Макс мав їхати до Нью-Йорка на два роки. Він вирішив, що Ліза його залишила… Знов побачивши Лізу, Макс залишається у Парижі і кидається на її розшуки. Він не знає, що у їхніх відносинах з Лізою є й третій персонаж — Аліса, подружка Лізи, яка таємно закохана в Макса і ревнує його до Лізи… Пошуки приводять Макса до порожньої квартири, де й відбувається частина дії.

## У ролях
- Венсан Кассель — Макс
- Моніка Беллуччі — Ліза
- Жан-Філіпп Екоффе — Люсьєн
- Романа Боренже — Аліса
- Сандрін Кіберлен — Мюрієль
- Олів'є Граньє — Даніель
- Едуар Баер — епізод
- Єва Іонеско — епізод

## Знімальна група
- Режисер — Жиль Мімуні
- Сценарій — Жиль Мімуні
- Композитор — Пітер Чейз
- Оператор — Тьєррі Арбоґаст
- Монтаж — Кароліна Біґґерстафф, Франсуаза Бонно
- Продюсер — Жорж Бенаюн

## Нагороди і номінації
- 1997 — дві номінації на премію «Сезар»: найкращий режисерський дебют (Жіль Мімуні) та найперспективніша акторка (Моніка Беллуччі)
- 1998 — Премія BAFTA за найкращий неангломовний фільм
- 1998 — Премія британського незалежного кіно за найкращий іноземний незалежний фільм